# マグネトフォン

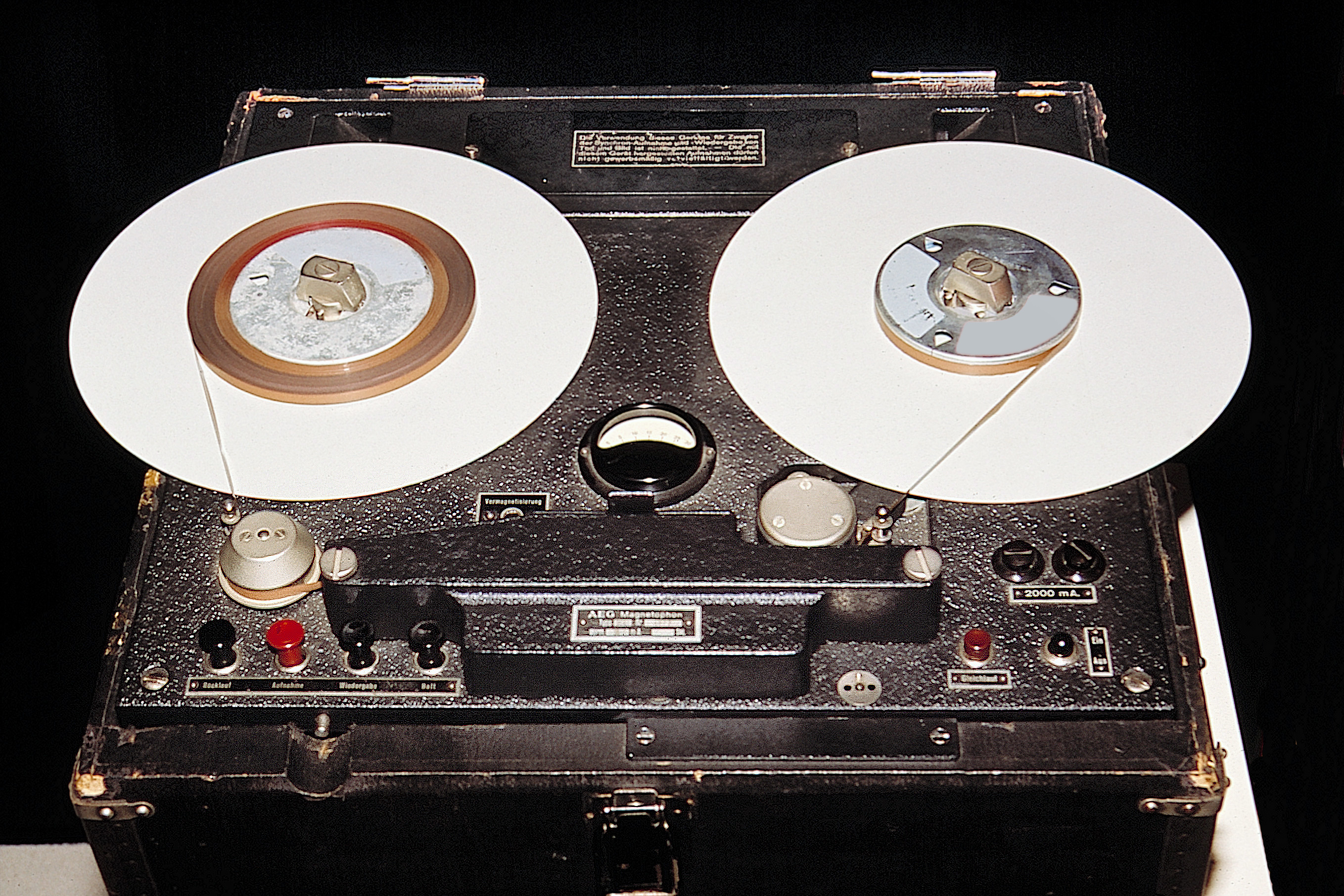
1939年製造のK4型マグネトフォン

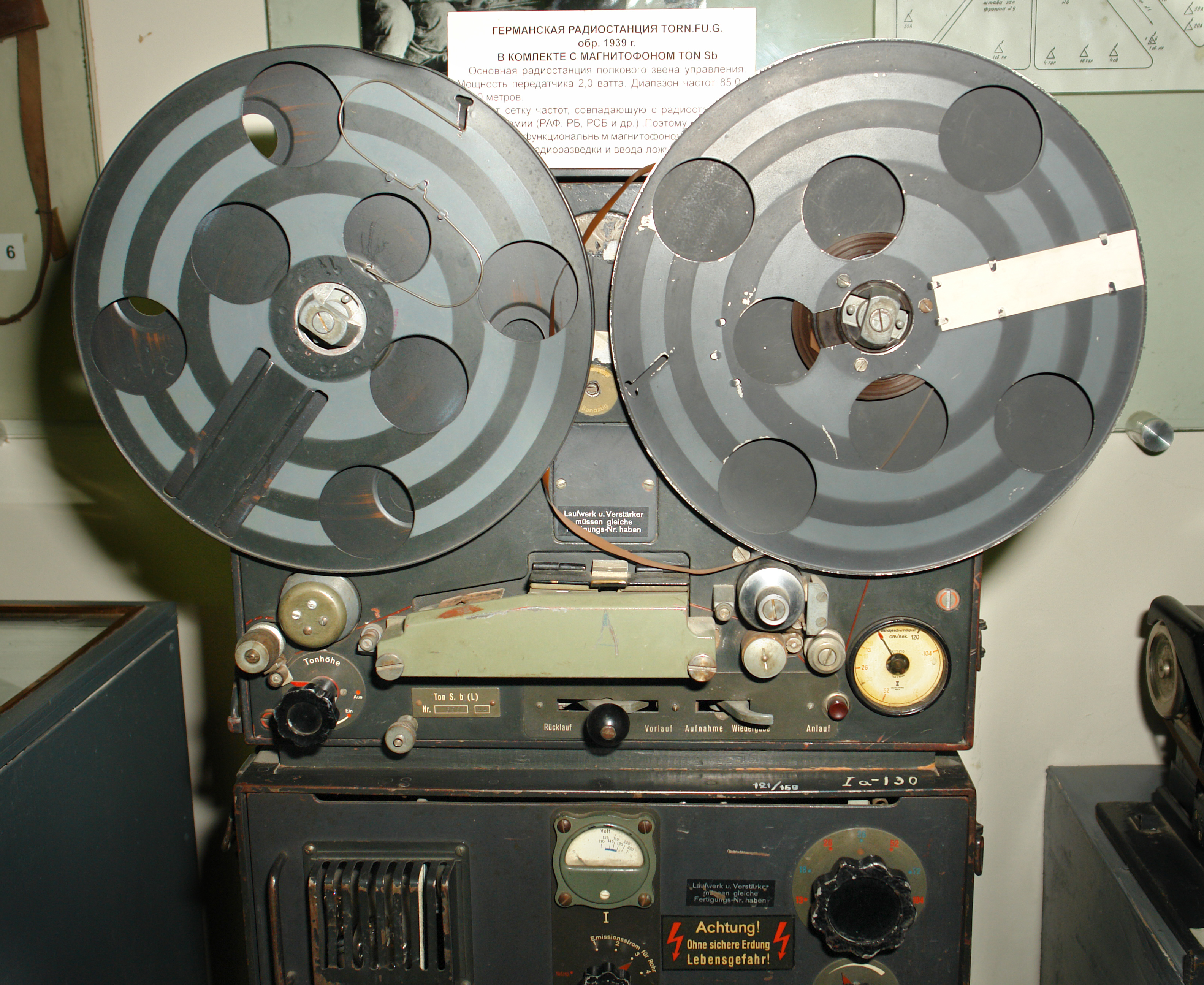
第二次世界大戦中に
ドイツのラジオ局で使われていた
マグネトフォン (1942年以降の製品)

マグネトフォン（独: Magnetophon）はドイツのテープレコーダー。

## 概要
磁気テープを記録媒体として磁気記録の形で電気信号を記録（および再生）する装置である。ドイツの電機メーカー・AEGが開発、製造して第二次世界大戦後はテレフンケンのテープレコーダーのブランドとして使用される。

## 歴史
磁気記録の概念は1888年にアメリカ人のオバリン・スミスが最初に着想していて、デンマークの発明家のヴォルデマール・ポールセンが1898年に記録媒体として鋼線を利用した磁気録音式ワイヤーレコーダー「テレグラフォン（Telegraphon）」を完成させた。鋼線は記録媒体としては扱いにくかったのでドイツ人技術者のフリッツ・フロイメル(Fritz Pfleumer)がより扱いやすく耐久性のあるプラスチックテープにして、1928年にこれを利用したテープレコーダーの原型を完成した。1933年にAEGの技術者であるEduard Schüllerによって磁気ヘッドが開発された。以後電機メーカー・AEGの手で改良され、化学メーカーI.G.ファルベングループのルドヴィックスハーヘン工場(後のBASF社)の協力によるテープ材質が改良（アセテート樹脂）され、1934年にとりあえず完成して、ラジオ展において発表する予定だったが、展示会の直前になって駆動系や増幅器など複数の不具合が見つかったので出展を取り止めた。AEGは駆動機構などにさらなる改善を加え、機構部、アンプ部、スピーカー部をそれぞれ筐体に収め、システムとしてまとめた「マグネトフォン K1 型」を1935年のベルリンのドイツ・ラジオ展に出品したものの、当初は直流バイアスだったので音質が悪かった。1939年までにドイツ国内の大半の放送局に導入され、その後、1942年にはドイツの国家放送協会のヴァルター・ヴィーベルとHans-Joachim von Braunmühl、による交流バイアス方式の発明で、音質が飛躍的に改善され、実用に耐える長時間高音質録音が可能となった。
この結果、ドイツの標準的なテープレコーダーであるマグネトフォンは第二次世界大戦中のドイツにおいて、プロパガンダに大いに活用され、アドルフ・ヒトラーの長大な演説の録音、放送に使用され、放送を聴いても生か録音か判断できず、総統の行動を秘匿するのに役立ったという。。当時、既に複数トラックを適切に分離して同時録音できる特徴を活かし、ステレオ録音もすでに試みられていたという。また、軍用特殊用途としてドイツ海軍の潜水艦であるUボートの多くにもマグネトフォンが搭載され、潜水艦が発信する通信電波は敵方に自らの潜伏位置を知らせてしまう危険を伴うので通信内容をテープレコーダで一旦録音し、それを早送り再生して送信した。これで無線交信時間が最小限となり、また傍受されても敵には内容解読が困難になる。第二次世界大戦後、この高速再生通信のアイデアは世界各国の軍用・外交・諜報の分野で情報秘匿通信に広く用いられるようになった。（もっとも、秘話装置がその頃既に開発されており（秘話#歴史）、最重要な通話にはそれらが使われた。ここで述べている方法は時間軸方向の圧縮と、簡便な点が利点である）第二次世界大戦後はテレフンケンから従来の業務用に加え、家庭用の機種が開発、販売され、マグネトフォンの名称はテープレコーダーのブランドとして使用される。